# فهرست قسمت‌های اسپارتاکوس: خون و شن
این یک لیست از قسمت‌های سریال آمریکایی اسپارتاکوس: خون و شن (به انگلیسی: List of Spartacus: Blood and Sand episodes) است.

## اسپارتاکوس: خون و شن

### فصل یک (۲۰۱۰)
| # | عنوان قسمت                                  | کارگردان           | فیلم‌نامه                                                       | تاریخ پخش     | کد تولید |
| --- | ------------------------------------------- | ------------------ | -------------------------------------------------------------- | ------------- | -------- |
| ۱ | «The Red Serpent (اژدهای سرخ)»              | ریک جیکوبسون       | استیون دنایت                                                   | ۲۰۱۰-۱-۲۲     | SPS۱۰۱   |
| در این قسمت این سریال داستان زندگی مردی تراکیه‌ای (اسپارتاکوس) آغاز می‌گردد. ارتش جمهوری روم که در حال جنگ با یونانی‌هاست احتیاج به نیرو دارد، و از تراکیه‌ای ها تقاضای کمک می‌کند (که اسپارتاکوس یکی از آنان است). در جریان یک حادثه، اسپارتاکوس یکی از فرماندهان رومی را می‌کشد و از اینجاست که خودش و برخی دوستانش به بردگی گرفته می‌شوند و به روم انتقال می‌یابند، همچنین سورا (همسر اسپارتاکوس) را نیز به بردگی به شخصی سوریه‌ای می‌فروشند. در شهر کاپوا، رومی‌ها مسابقاتی برگزار می‌کردند که اگر برده توان مقابله در مقابل گلادیاتوری را داشته باشد، زنده خواهد ماند و طی مسابقه اسپارتاکوس چند گلادیاتور قوی را شکست می‌دهد و شانس زنده ماندن را بدست می‌آورد. |                                             |                    |                                                                |               |          |
| ۲ | «Sacramentum Gladiatorum (شهر گلادیاتورها)» | ریک جیکوبسون       | استوین دنایت                                                   | ۲۰۱۰-۱-۲۹     | SPS۱۰۲   |
| در این قسمت اسپارتاکوس پس از شکست گلادیاتورها توسط شخص ثروتمند رومی به نام باتیاتوس خریده می‌شود و به خانۀ او منتقل می‌شود تا به یک گلادیاتور تبدیل شود، او از این کار خودداری می‌کند و در تمرین‌ها شرکت نمی‌کند، او با گلادیاتوری به نام وارو دوست می‌شود، در اوایل فرماندۀ رومی لگاتوس که او را دستگیر کرده بود به دیدار اسپارتاکوس می‌آید و او را تهدید می‌کند؛ در نهایت اسپارتاکوس با خود می‌اندیشد و گذشته‌ها را به یاد می‌آورد و چیزی را که سورا همسرش به او گفته بود که این سرنوشتی است که خدایان برای تو در نظر گرفته‌اند را قبول می‌کند و تصمیم به شرکت در تمرین‌ها می‌گیرد. |                                             |                    |                                                                |               |          |
| ۳ | «Legends (افسانه‌ها)»                        | گریدی هارت         | برنت فلچر                                                      | ۲۰۱۰-۲-۵      | SPS۱۰۳   |
| در این قسنت اسپارتاکوس سخت به تمرین مشغول است اما توفیق خاصی بدست نیاورده است، در آخر این قسمت اسپارتاکوس در حضور مردم باید به مسابقه با کریکسوس قهرمان کاپوا و گلادیاتور قدرتمند بپردازد و مرگ و زندگی‌اش در گروی این است، او در این مسابقه علی رقم تلاش‌هایش شکست می‌خورد و همین باعث سرافکندگی او می‌شود، کریکسوس می‌خواهد او را بکشد اما اسپارتاکوس با دادن علامتی به اربابش باتیاتوس او را متقاعد می‌کند که نکشدش و همین صورت می‌گیرد و اسپارتاکوس با خواری و ذلت زنده می‌ماند. |                                             |                    |                                                                |               |          |
| ۴ | «The Thing in the Pit (درون سیاه‌چال)»       | جسی وارن           | آدان هلبینگ و تاد هلبینگ                                       | ۲۰۱۰-۲-۱۲     | SPS۱۰۴   |
| در این قسمت اسپارتاکوس که از کریکسوس شکست خورده و همچنین باتیاتوس اربابشان وضع مالی خوبی ندارد اسپارتاکوس را به مسابقه‌های زیرزمینی می‌برد، در ابتدا اسپارتاکوس شکست‌هایی را تجربه می‌کند اما پس از مدتی به پیروزی‌هایی می‌رسد، در یکی از این مسابقات شخصی به سمت باتیاتوس حمله‌ور می‌شود و می‌خواهد او را به قتل برساند که با هوشیاری اسپارتاکوس باتیاتوس نجات می‌یابد و علی رقم اینکه همسرش مخالف است دوباره به اسپارتاکوس اجازۀ شرکت در تمرین گلادیاتورها را می‌دهد و این آغازی نو برای اسپارتاکوس است. |                                             |                    |                                                                |               |          |
| ۵ | «Shadow Games (بازی‌های دستگرمی)»            | مایکل هرست         | میراندا کواک                                                   | ۲۰۱۰-۲-۱۹     | SPS۱۰۵   |
| این اپیزود که در آن اسپارتاکوس به اوج پیروزی‌های خود می‌رسد، او پس از اینکه در تمرین‌ها شرکت می‌کند همراه با کریکسوس به نبرد با تئوکلدیوس که به آن لقب """حیوانی که هیچگاه شکست نخورده""" را داده‌اند می‌روند، در ابتدای رقابت مردم اسپارتاکوس را به خاطر شکست‌های قبلی‌اش هو میکنند اما او روحیۀ خود را حفظ می‌کند، طی یک مسابقه سخت، در ابتدا اسپارتاکوس و کریکسوس با هم هماهنگی دارند و می‌توانند تئوکلدیوس را شکست دهند، آنان اول تصور کردند که او را کشته‌اند اما تئوکلدیوس پس از مدتی بلند می‌شود و اسپارتاکوس و کریکسوس را که حواسشان زیاد جمع نبود شکست می‌دهد، کریکسوس ضربۀ شدیدی می‌خورد و زخمی می‌شود اما اسپارتاکوس با حمله‌ای به جا و به موقع سر تئوکلدیوس را از تنش جدا می‌کند و پیروز می‌گردد و همین آغاز محبوبیت اسپارتاکوس به عنوان یک گلادیاتور توانمند است. |                                             |                    |                                                                |               |          |
| ۶ | «Delicate Things (چیزهای لطیف)»             | ریک جیکوبسون       | تریسی بلومو و اندرو چمبلیس                                     | ۲۰۱۰-۲-۲۶     | SPS۱۰۶   |
| باتیاتوس که در یک جریان مورد حمله قرار گرفته جان سالم بدر میبرد و به قصد انتقام مخالفین خود را نابود میکند. در این بین، یکی از محبوب‌ترین گلادیاتورهای او بنام بارکا بدلیل فریب و سو ظن بدستور خود باتیاتوس اشتباهاً به قتل می‌رسد. اسپارتاکوس در این بین با ورود همسرش به شهر نقشه فرار خود و همسرش را در سر می‌پروراند، اما سرانجام وقتی همسر خود را در آغوش می‌گیرد، او را نیمه‌جان و زخمی و در حال مرگ می‌بیند. سورا همان جا جان می‌سپارد، و اسپارتاکوس نمی‌فهمد که عامل قتل همسرش که بوده. |                                             |                    |                                                                |               |          |
| ۷ | «Great and Unfortunate Things»              | Jesse Warn         | Brent Fletcher & Steven S. DeKnight                            | ۵ مارس ۲۰۱۰   | SPS107   |
| ۸ | «Mark of the Brotherhood»                   | Rowan Woods        | Aaron Helbing & Todd Helbing                                   | ۱۲ مارس ۲۰۱۰  | SPS108   |
| ۹ | «Whore»                                     | Michael Hurst      | دنیل ناف                                                       | ۱۹ مارس ۲۰۱۰  | SPS109   |
| ۱۰ | «Party Favors»                              | Chris Martin-Jones | Brent Fletcher & Miranda Kwok                                  | ۲۶ مارس ۲۰۱۰  | SPS110   |
| ۱۱ | «Old Wounds»                                | Glenn Standring    | Teleplay by: Daniel Knauf Story by: Dan Filie & Patricia Wells | ۲ آوریل ۲۰۱۰  | SPS111   |
| ۱۲ | «Revelations»                               | Michael Hurst      | Brent Fletcher                                                 | ۹ آوریل ۲۰۱۰  | SPS112   |
| ۱۳ | «Kill Them All»                             | Jesse Warn         | Steven S. DeKnight                                             | ۱۶ آوریل ۲۰۱۰ | SPS113   |